# إرنست ناسون هارمون
إرنست ن. هارمون (بالإنجليزية: Ernest N. Harmon)‏ هو متسابق خماسي حديث أمريكي، ولد في 26 فبراير 1894 في لوويل في الولايات المتحدة، وتوفي في 13 نوفمبر 1979 في وايت ريفر جونكشن في الولايات المتحدة.

## وصلات خارجية
- إرنست ن. هارمون على موقع أوليمبيديا (الإنجليزية)